# تپه نوژی جار
تپه نوژی جار مربوط به عصر مس و سنگ - دوره اشکانیان است و در شهرستان صحنه، بخش مرکزی، روستای محمودآباد واقع شده و این اثر در تاریخ ۳۰ تیر ۱۳۸۴ با شمارهٔ ثبت ۱۲۲۱۰ به‌عنوان یکی از آثار ملی ایران به ثبت رسیده است.